# نامورونا
نامورونا (به لاتین: Namorona) یک منطقهٔ مسکونی در ماداگاسکار است که در مننجری واقع شده‌است. نامورونا ۱۰٬۰۴۶ نفر جمعیت دارد و ۸ متر بالاتر از سطح دریا واقع شده‌است.